# Velká turecká válka
Velká turecká válka (objevuje se i pod jinými názvy, např. pátá rakousko-turecká válka nebo sedmá benátsko-turecká válka) byla v letech 1683–1699 řada válečných střetnutí mezi Osmanskou říší a jejími protivníky v čele s Habsburskou monarchií.

## Průběh
Válka začala v červenci roku 1683 druhým obléháním Vídně stopadesátitisícovou osmanskou armádou. Tu spojená evropská vojska u rakouské metropole porazila při takzvané bitvě u Vídně a posléze je vytlačila hluboko do Panonské nížiny. Rakouské diplomacii se pak roku 1684 podařilo spolu s Polskem a Benátkami ustavit Svatou ligu proti Osmanům, k níž se o dva roky později připojilo i Rusko.
Válka pak probíhala na řadě míst východní Evropy a Balkánu. Habsburkům se v první fázi války zdařilo upevnit postavení v Uhrách, kde dosáhli dědičnosti trůnu. „Slovenský král“, kníže Imrich Tököly, který se předtím podrobil Cařihradu, byl nadobro svržen. Polská vojska Jana III. Sobieského třikrát vpadla do Moldavska.
Roku 1687 byl sultán Mehmet IV. sesazen janičáry, ale ani jeho nástupce Sulejman II. nebyl zprvu ve válce příliš úspěšný. Nato roku 1688 do rukou Habsburků padl Bělehrad a roku 1689 pak i Skopje. Koncem téhož roku však velkovezír Mustafa Köpröli shromáždil silnou armádu a roku 1690 zahájil úspěšnou protiofenzívu. V říjnu 1690 Osmané dobyli Bělehrad nazpět a v následujících letech se válčilo se střídavými úspěchy až do uzavření míru ve Sremských Karlovicích 26. ledna 1699. Habsburkové na jeho základě získali celé Uhry, vyjma Banátu, i se Sedmihradskem.